# Palazzo Barbolani di Montauto
Palazzo Barbolani di Montauto, già Gerini, si trova in via de' Ginori 9 a Firenze.

## Storia
Il palazzo fu costruito, come quello contiguo al civico 7, per la famiglia dei Neroni su alcune case acquistate dai Da Fortuna tra il 1444 e il 1446. I Neroni vollero che il loro palazzo fosse simbolo della loro ricchezza e del successo raggiunto negli affari grazie ai fiorenti commerci internazionali che transitavano da Firenze.
Per realizzare il palazzo, situato di fronte al lato posteriore di palazzo Medici, allora in costruzione, pare che i Neroni avessero chiamato proprio Michelozzo (impegnato già a palazzo Medici), affinché elaborasse un progetto diverso ma ugualmente magnifico e moderno. Un cronista dell'epoca riporta la meraviglia per gli arredi interni. La facciata venne fatta dipingere a "sgraffito" da artisti esperti, una tecnica allora quasi inedita, riprendendo le quadrature di palazzo Rucellai di Leon Battista Alberti, con le paraste scanalate su due ordini, al piano superiore accoppiate per incorniciare candelabre. La cornice marcapiano è alleggerita da un festone alternato a putti. 
La repressione (1466) del partito antimediceo in cui militavano i tre fratelli Diotisalvi, Nigi e Filippo, portò alla confisca dei beni di famiglia, così l'edificio subì numerosi passaggi di proprietà: prima fu acquistato dai Lotteringhi-Della Stufa, poi dai Gatteschi (1560), i quali fecero probabilmente inserire le due belle finestre inginocchiate al pian terreno, forse su disegno di Bartolomeo Ammannati (1570-1580 circa). Il Senatore Girolamo Gerini ne venne in possesso nel 1680 e lo fece ampliare demolendo una casa da lui acquistata dai Ginori sul lato contiguo di Palazzo Ginori, aggiungendo quindi due assi di finestre in facciata ed estendendo il fregio quattrocentesco.
Dopo circa un secolo e mezzo il palazzo passò in via ereditaria ai Barbolani di Montauto. Questo passaggio di proprietà ebbe per protagonista una donna dalla vita quasi da fiaba: già cameriera nella famiglia dei Barbolani di Montauto entrò poi a servizio dei Gerini, facendo innamorare, con la sua compostezza e bellezza, il suo padrone che la prese in moglie. Diventata "signora", la Gerini, prima di morire, essendo senza eredi, si ricordò della famiglia dove aveva servito in gioventù, i Montauto, che all'epoca non navigavano in buone acque e decise di regalare il palazzo e gli averi familiari alla famiglia dov'era stata accolta in passato.

## Descrizione
Dal portale si accade ad un lungo androne con volta a botte, il quale porta al cortile rinascimentale. Presenta una forma quadrangolare con due loggiati simmetrici contrapposti, caratterizzati da due arcate a tutto sesto ciascuno, poggiano su una colonna centrale e due semicolonne laterali. Qui si trovano quattro busti scolpiti tra il XVI e il XVII secolo, con i volti di due granduchi medicei, di un imperatore romano e di un filosofo.
Il loggiato ovest ha capitelli corinzi e la colonna centrale scanalata in marmo con un classicheggiante capitello composito, a differenza del loggiato est di fattura più rustica e medievaleggiante: i capitelli di questo lato avevano al centro lo stemma dei Neroni che venne cancellato per damnatio memoriae, per cui oggi si vede solo uno spazio liscio entro una forma a mandorla.
Il ballatoio a loggetta sul lato sud del cortile è un'aggiunta relativamente recente, risalente agli anni Venti del Novecento, ad opera dell'architetto Giuseppe Castellucci, che creò un'ottima architettura in stile, tanto da trarre in inganno anche alcuni studiosi.

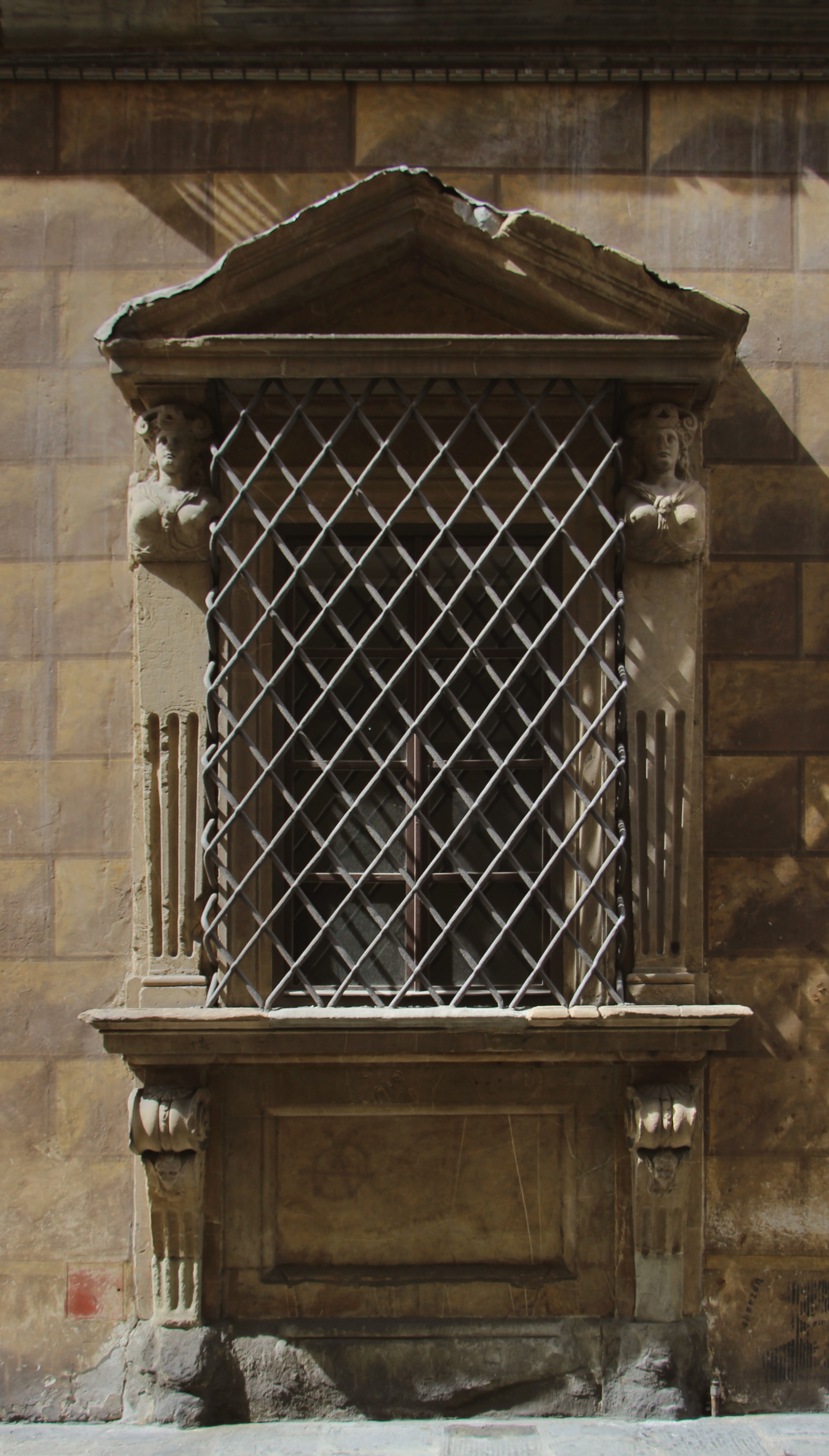
Finestra inginocchiata
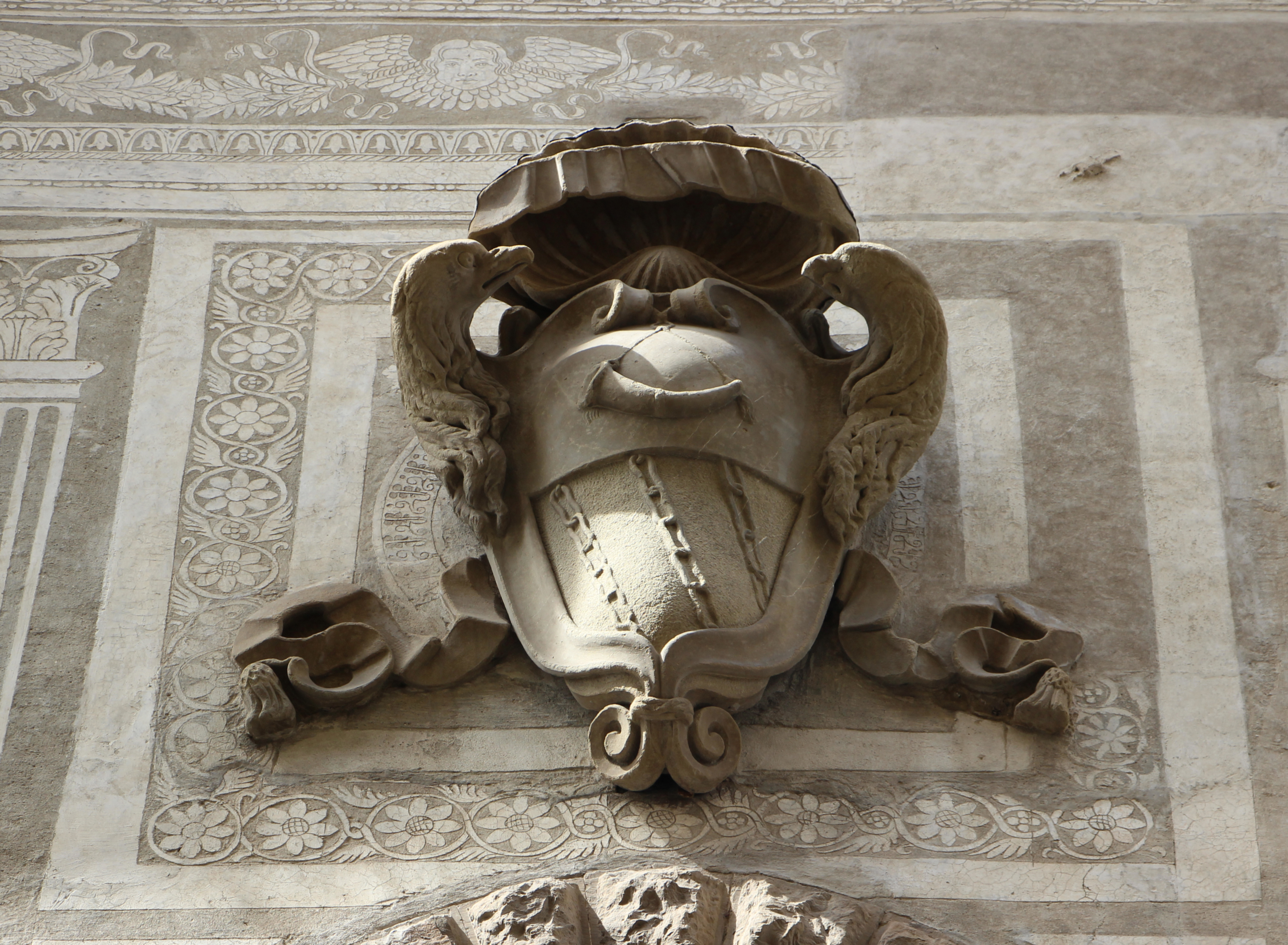
Stemma Gerini
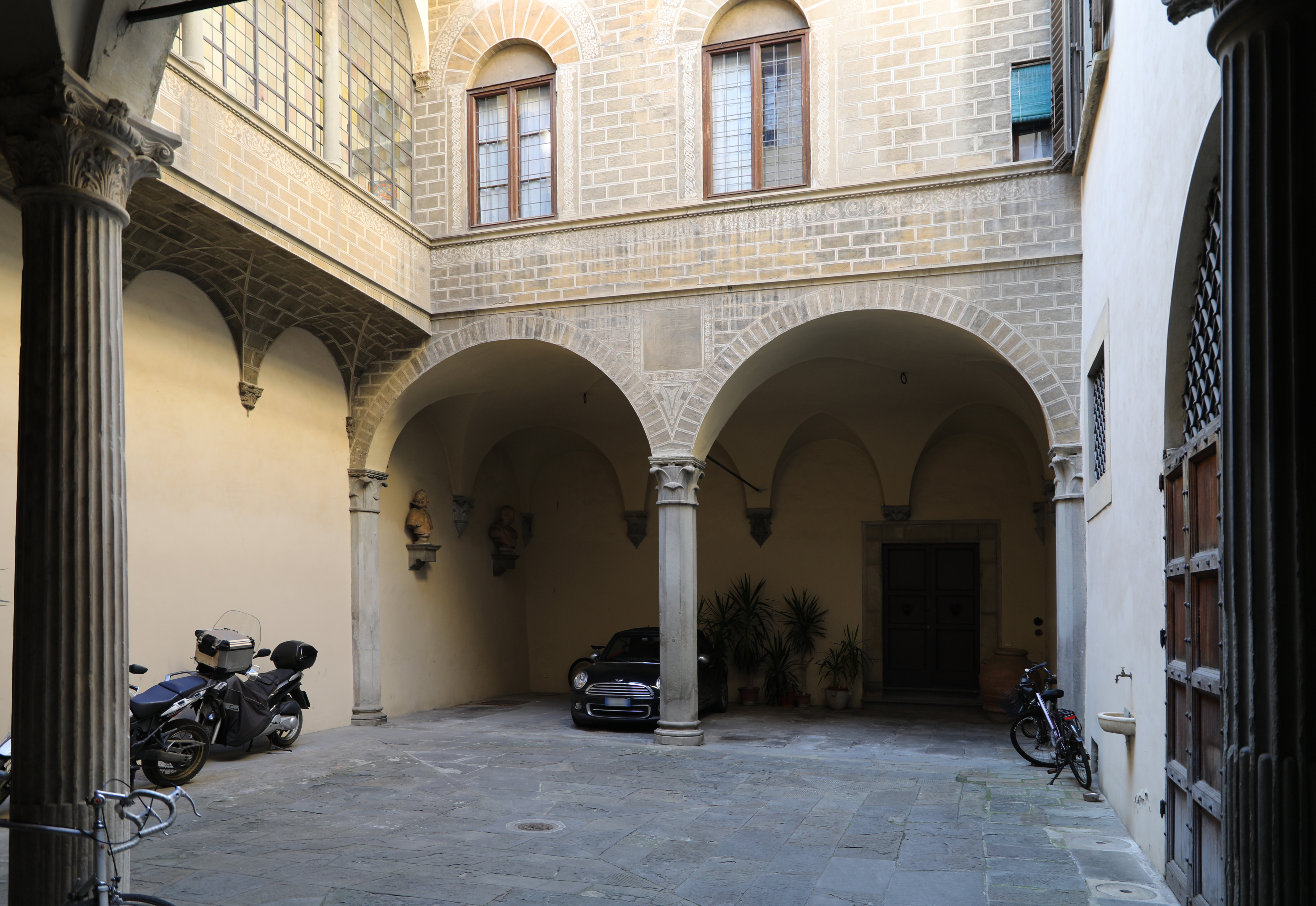
Il cortile
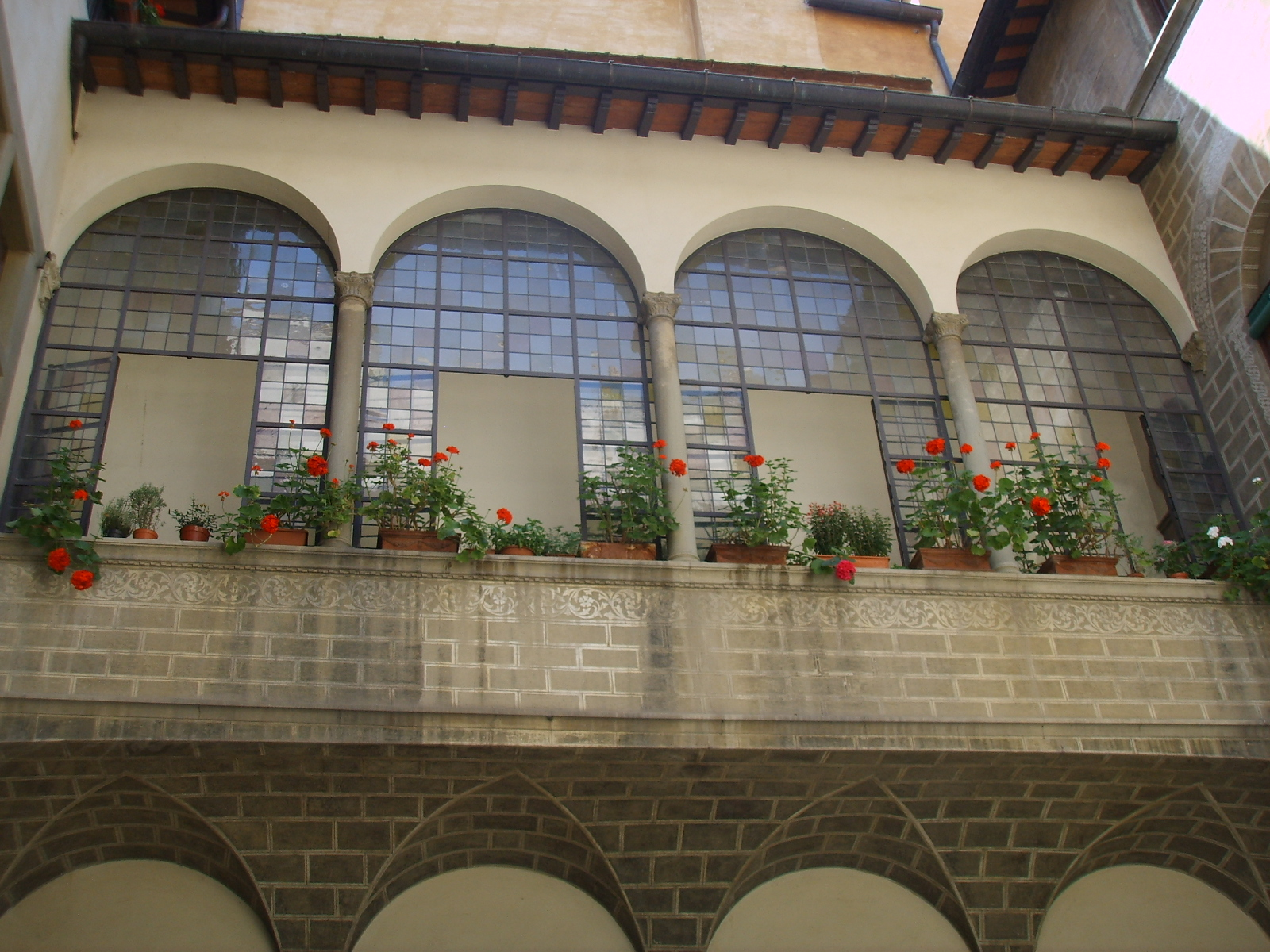
Loggetta sul cortile